# Kaliwadas (Adiwerna)
Kaliwadas is een bestuurslaag in het regentschap Tegal van de provincie Midden-Java, Indonesië. Kaliwadas telt 3847 inwoners (volkstelling 2010).